# Sam Byram
Samuel Mark "Sam" Byram (Thurrock, 16 september 1993) is een Engels voetballer die als rechtsback, als rechtsbuiten en als centrale middenvelder uit de voeten kan. Hij verruilde West Ham United in juli 2019 voor Norwich City.

## Clubcarrière
Byram werd op zijn elfde opgenomen in de jeugd van Leeds United. Tijdens de voorbereiding op het seizoen 2012/13 werd hij bij de selectie van het eerste elftal gehaald. Op 11 augustus 2012 debuteerde hij, in de League Cup tegen Shrewsbury Town. Een week later mocht hij opnieuw in de basiself beginnen, in een competitieduel tegen Wolverhampton Wanderers. Byram maakte op 28 augustus 2012 zijn eerste profdoelpunt, tegen Oxford United in de League Cup. Op 6 maart 2013 behaalde Leeds United een punt in een uitwedstrijd tegen Leicester City dankzij een doelpunt van Byram. Een week later maakte hij de gelijkmaker tegen Peterborough United.

## Clubstatistieken
| Seizoen | Club                | Land              | Competitie     | Competitie | Competitie | Beker | Beker | Internationaal | Internationaal | Totaal | Totaal |
| Seizoen | Club                | Land              | Competitie     | Wed.       | Dlp.       | Wed.  | Dlp.  | Wed.           | Dlp.           | Wed.   | Dlp.   |
| ------- | ------------------- | ----------------- | -------------- | ---------- | ---------- | ----- | ----- | -------------- | -------------- | ------ | ------ |
| 2012/13 | Leeds United        | Vlag van Engeland | Championship   | 44         | 3          | 9     | 1     | —              | —              | 53     | 4      |
| 2013/14 | Leeds United        | Vlag van Engeland | Championship   | 25         | 0          | 2     | 0     | —              | —              | 27     | 0      |
| 2014/15 | Leeds United        | Vlag van Engeland | Championship   | 39         | 3          | 0     | 0     | —              | —              | 39     | 3      |
| 2015/16 | Leeds United        | Vlag van Engeland | Championship   | 22         | 3          | 2     | 0     | —              | —              | 24     | 3      |
| 2015/16 | West Ham United     | Vlag van Engeland | Premier League | 4          | 0          | 0     | 0     | —              | —              | 4      | 0      |
| 2016/17 | West Ham United     | Vlag van Engeland | Premier League | 18         | 0          | 0     | 0     | 4              | 0              | 22     | 0      |
| 2017/18 | West Ham United     | Vlag van Engeland | Premier League | 5          | 0          | 5     | 0     | —              | —              | 10     | 0      |
| 2018/19 | → Nottingham Forest | Vlag van Engeland | Championship   | 6          | 0          | 2     | 0     | —              | —              | 8      | 0      |
| 2019/20 | Norwich City        | Vlag van Engeland | Premier League | 17         | 0          | 3     | 0     | —              | —              | 20     | 0      |
| 2020/21 | Norwich City        | Vlag van Engeland | Championship   | 0          | 0          | 0     | 0     | —              | —              | 0      | 0      |
| Totaal  | Totaal              | Totaal            | Totaal         | 180        | 9          | 23    | 1     | 4              | 0              | 207    | 10     |

1 Gunn ·
3 Stacey ·
4 Duffy ·
5 Hanley  ·
6 Doyle ·
7 Sainz ·
8 Gibbs ·
9 Sargent ·
10 Barnes ·
11 Marcondes ·
12 Long ·
14 Chrisene ·
16 Fassnacht ·
17 Crnac ·
18 Amankwah ·
19 Sørensen ·
20 Ben Slimane ·
21 Gordon ·
23 McLean ·
25 Hernández ·
26 Núñez ·
29 Schwartau ·
33 Córdoba ·
35 Fisher ·
37 Mair ·
40 Hills ·
41 Forsyth ·
50 Warner ·
Coach: Thorup
· Assistent-coach: Riddersholm